# Bosnia y Herzegovina en los Juegos Olímpicos de Vancouver 2010
Bosnia y Herzegovina estuvo representada en los Juegos Olímpicos de Vancouver 2010 por un total de 5 deportistas, 2 hombres y 3 mujeres, que compitieron en 3 deportes.
La portadora de la bandera en la ceremonia de apertura fue la esquiadora alpina Žana Novaković. El equipo olímpico bosnio no obtuvo ninguna medalla en estos Juegos.